# Jürgen Trott
Jürgen Trott (* 2. Juni 1955 in Ost-Berlin) ist ein deutscher Schauspieler.

## Leben
Auf dem Umweg über verschiedene Berufe kam Jürgen Trott zur Schauspielerei. Nach dem Abitur machte er zunächst eine Ausbildung zum Bauzeichner, ehe er ein Jahr lang als Sachbearbeiter für Kultur im BMK Ingenieurhochbau Berlin tätig war, ein weiteres Jahr als Betonbauer in einem Plattenwerk. Schließlich nahm Trott ein Studium an der Hochschule für Schauspielkunst „Ernst Busch“ Berlin auf.
Stationen seiner Bühnenlaufbahn waren unter anderem das Stralsunder Theater sowie in Berlin das Maxim-Gorki-Theater, das Hansa-Theater, das Kriminal Theater und das Theater der Komödianten. Trott spielte in den Agatha-Christie-Stücken Zeugin der Anklage und Die Mausefalle, in George Taboris Mein Kampf, die Titelfigur in Gerhart Hauptmanns Drama Herbert Engelmann oder in der Komödie Der Kaiser vom Potsdamer Platz von Horst Pillau.
Trott gehörte seit Beendigung seines Studiums bis 1990 dem Schauspielensemble des Deutschen Fernsehfunks an und ist seit Ende der 1970er-Jahre in einer Vielzahl von Filmen und Serien zu sehen gewesen, so 1981 und 1987 in allen Folgen der Hochhausgeschichten und der Kiezgeschichten. Hans Joachim Hildebrandt besetzte ihn 1988 mit der Titelrolle in dem Film Hannes. In der Reihe Der Staatsanwalt hat das Wort spielte Trott in sechs Episoden, im Polizeiruf 110 hatte er bis 2011 sieben Gastauftritte.

## Filmografie (Auswahl)
- 1979: Bakaláři (Folge: Růže)
- 1980: Draußen im Heidedorf
- 1981: Hochhausgeschichten (7 Folgen als Frank Blumhagen)
- 1981: Schuleule Paula
- 1981: Polizeiruf 110 – Trüffeljagd
- 1981: Zwei Freunde in Preußen (Fernsehfilm)
- 1982: Das Ende eines Mäzens
- 1982: Komm mit mir nach Chicago
- 1983: Der Staatsanwalt hat das Wort – Nur einen Schluck
- 1983: Polizeiruf 110 – Es ist nicht immer Sonnenschein
- 1983: Märkische Chronik (2 Folgen als Lehrer Hilscher)
- 1983: Martin Luther
- 1983: Taubenjule
- 1984: Front ohne Gnade – Gefahr für Pablo
- 1984: Polizeiruf 110: Schwere Jahre (2. Teil)
- 1984: Wo andere schweigen
- 1985: Zahn um Zahn – Ein besonderer Tag
- 1985: Polizeiruf 110 – Verführung
- 1986: Der Bärenhäuter
- 1986: Schäferstündchen
- 1986: Der Staatsanwalt hat das Wort – Klavier gesucht
- 1986: Der Staatsanwalt hat das Wort – Die Kette
- 1986: Offiziere
- 1987: Maxe Baumann aus Berlin
- 1987: Fridolin (7 Folgen)
- 1987: Der Staatsanwalt hat das Wort: Für Elise
- 1987: Kiezgeschichten (6 Folgen als Hollschmidt)
- 1988: Polizeiruf 110 – Der Kreuzworträtselfall
- 1988: Hannes
- 1989: Rita von Falkenhain (2 Folgen)
- 1989: Die gläserne Fackel – Der Konzern
- 1990: Spreewaldfamilie – Himmelsstürmer
- 1990: Der Staatsanwalt hat das Wort – Hallo Partner
- 1990: Der Staatsanwalt hat das Wort – Blonder Tiger, schwarzer Tango
- 1991: Akt mit Blume
- 1991: Luv und Lee
- 1992: Karl May (6 Folgen)
- 1993: Der Landarzt – Annahme verweigert
- 1994: Elbflorenz (Folgen Eifersucht und Hexenschuß)
- 1996: Tatort – Wer nicht schweigt, muß sterben
- 1996: Polizeiruf 110 – Lauf oder stirb
- 2002–2004: Wie erziehe ich meine Eltern? (2 Folgen)
- 2003: Dienst (Kurzfilm)
- 2007: Spielzeugland (Kurzfilm)
- 2010: Der Uranberg
- 2011: Polizeiruf 110 – Blutige Straße

## Hörspiele
- 1999: Die Meistersinger von Dlugaszow – Autor und Kompositionen: Heiko Lehmann – Regie: nicht genannt